# Русу-де-Сус
Русу-де-Сус (рум. Rusu de Sus) — село у повіті Бистриця-Несеуд в Румунії. Входить до складу комуни Нушень.
Село розташоване на відстані 333 км на північний захід від Бухареста, 24 км на захід від Бистриці, 58 км на північний схід від Клуж-Напоки.

## Населення
За даними перепису населення 2002 року у селі проживали 296 осіб.
Національний склад населення села:
| Національність | Кількість осіб | Відсоток |
| -------------- | -------------- | -------- |
| румуни         | 285            | 96,3%    |
| цигани         | 9              | 3,0%     |

Рідною мовою назвали:
| Мова      | Кількість осіб | Відсоток |
| --------- | -------------- | -------- |
| румунська | 286            | 96,6%    |
| циганська | 9              | 3,0%     |